# Antonina Hoffmann

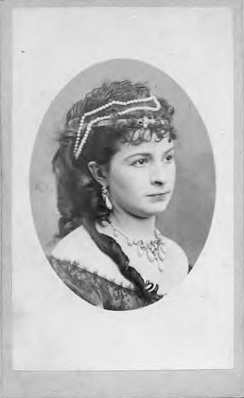
Antonina Hoffmann 1862

Antonina Hoffmann  (* 16. Juni 1842 in Trzebinia; † 16. Juni 1897 in Krakau) war eine polnische Schauspielerin.

## Leben
Antonina Hoffmann spielte in Theatern in Warschau, Krakau, Lemberg, Prag und Zakopane. Sie war mit Stanisław Koźmian liiert und konkurrierte mit der Schauspielerin Helena Modrzejewska um die bedeutendsten Rollen. Insgesamt trat sie in ca. 400 Rollen auf. Sie starb an ihrem 55. Geburtstag und wurde auf dem Friedhof Rakowicki in Krakau bestattet. Ihr Grab mit Büste gestaltete der Künstler Michał Korpal.